# Coscinida shimenensis
Coscinida shimenensis là một loài nhện trong họ Theridiidae.
Loài này thuộc chi Coscinida. Coscinida shimenensis được Chang-Min Yin, Peng & Y. H. Bao miêu tả năm 2006.